# Hall (ort i Australien)
Hall är en ort i Australien. Den ligger i territoriet Australian Capital Territory, i den sydöstra delen av landet, omkring 16 kilometer norr om huvudstaden Canberra.
Runt Hall är det mycket tätbefolkat, med 1 056 invånare per kvadratkilometer.. Närmaste större samhälle är Canberra, omkring 16 kilometer söder om Hall.
Runt Hall är det i huvudsak tätbebyggt. Genomsnittlig årsnederbörd är 990 millimeter. Den regnigaste månaden är februari, med i genomsnitt 169 mm nederbörd, och den torraste är maj, med 39 mm nederbörd.